# 高知市立愛宕中学校
高知市立愛宕中学校（こうちしりつ あたごちゅうがっこう）は、高知県高知市相模町にある公立中学校。

## 概要
愛宕中学校は高知市の北部に位置し、校区に5つの小学校を持つ、県内でも規模の大きい学校である。開校当時は静かな田園の中であったが、高知駅に近い条件もあって年毎に商業地化・宅地化がすすみ、最盛期は1400人近い生徒が在籍していた。最近は、都市部の過疎化が進んでいるが、愛宕中学校も例外ではなく、生徒数は減少している。現在の生徒数は517人(令和6年5月1日現在)である。

## 沿革
- 1956年（昭和31年）
  - 4月1日 - 高知市立昭和中学校の仮校名で現在地に新設開校
  - 9月24日 - 高知市立愛宕中学校に校名が決定
- 1959年 (昭和34年)
  - 9月23日 - 校歌制定
- 1960年 (昭和35年)
  - 3月15日 - 校旗制定

## 部活動
文化部
- 吹奏楽部
- 英語部
- 美術部
- 読書部
- 放送部

運動部
- 野球部
- サッカー部
- 陸上部
- ソフトボール部
- ソフトテニス部
- 男子バドミントン部
- 女子バドミントン部
- 男子バスケットボール部
- 女子バスケットボール部
- 女子バレーボール部
- 卓球部

## 通学区域
- 高知市立江ノ口小学校区
  - 新本町一丁目
  - 栄田町一丁目
  - 栄田町二丁目1番の一部，3番の一部，4番
  - 大川筋一丁目
  - 大川筋二丁目
  - 洞ケ島町
  - 入明町
  - 寿町
  - 中水道
  - 昭和町
  - 相模町
  - 和泉町
  - 駅前町2番から4番まで
  - 北本町一丁目
  - 北本町二丁目9番の一部，10番
  - 愛宕町一丁目
  - 愛宕町二丁目
  - 愛宕町三丁目1番から11番まで，17番
- 高知市立秦小学校区
  - 愛宕山
  - 宇津野
  - 西秦泉寺
  - 中秦泉寺
  - 秦南町一丁目
  - 北秦泉寺
  - 前里
  - 三谷
  - 七ツ渕
  - 加賀野井一丁目
  - 加賀野井二丁目
- 高知市立一ツ橋小学校区
  - 愛宕山南町
  - 幸町
  - 伊勢崎町
  - 吉田町
  - 愛宕町三丁目12番から16番まで
  - 愛宕町四丁目
  - 三園町
- 高知市立久重小学校区
  - 重倉
  - 久礼野
- 高知市立泉野小学校区
  - 東秦泉寺
  - 秦南町二丁目
  - 薊野西町一丁目31番の一部，33番，34番
  - 薊野北町一丁目1番の一部
  - 薊野北町三丁目1番の一部

## 進学前小学校
- 高知市立江ノ口小学校
- 高知市立秦小学校
- 高知市立一ツ橋小学校
- 高知市立久重小学校
- 高知市立泉野小学校

## 校区内の主な施設
- イオンモール高知当校から徒歩13分

## 交通
- とさでん交通・県交北部交通愛宕中学校通バス停下車徒歩約3分